# Subus Chile
Subus Chile S.A., o simplemente Subus, es una empresa chilena de transporte público. Opera toda la Unidad de negocio 2 de la Red Metropolitana de Movilidad, servicios numerados del 203 al 229, 271, G02, G08v, G14, G23, G24, G43 y G46. Sus servicios corresponden al eje vial norte-sur y sur del mencionado sistema de transporte público. Es una sociedad anónima cerrada constituida por capitales colombianos, que cuenta con el respaldo de la empresa Fanalca.

## Historia

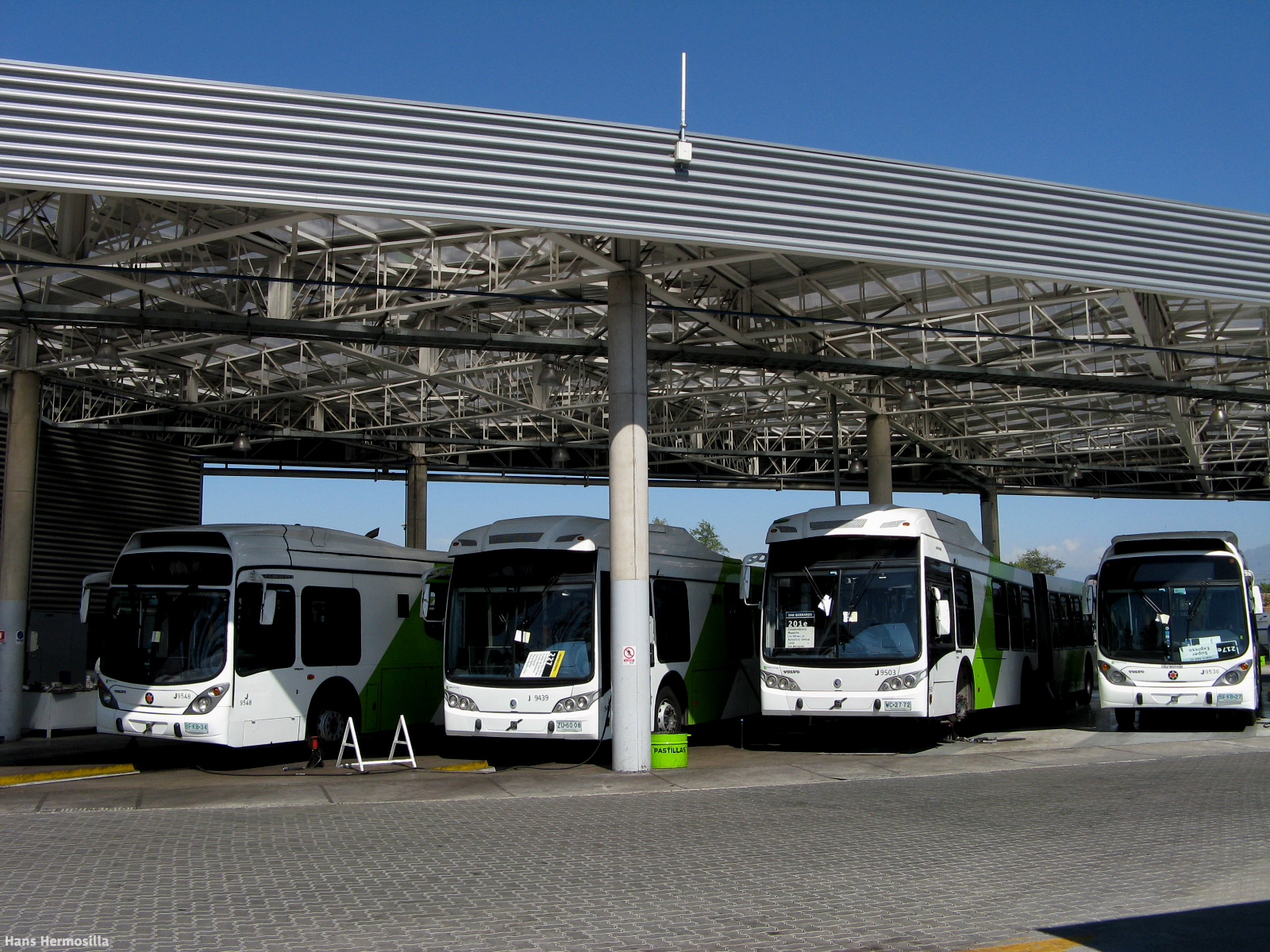
Buses de Subus en uno de sus terminales.

Fue fundada el 8 de abril de 2004 para la licitación de vías del entonces nuevo plan de transporte público de la ciudad de Santiago de Chile llamado Transantiago, postulando al Troncal 2 (recorridos 200) de dicho sistema. A principios de 2005 gana la licitación logrando adjudicarse el troncal al cual postuló, en donde comienza con la compra de su flota de buses para operar los servicios que le fueron asignados, que en primera instancia correspondía a recorridos de las Micros Amarillas. Es una de las empresas de transporte más grandes del sistema Red Metropolitana de Movilidad. Además fue uno de los primeros operadores en implementar en octubre del 2005 el modelo de buses articulados en Santiago, llamados popularmente buses orugas.[cita requerida]
El 22 de octubre de 2005 comienza a operar los recorridos de las Micros Amarillas que le fueron asignados en la primera fase del sistema en donde estrenó sus modernos buses Volvo en modelos rígidos y articulados. Esta etapa duraría hasta el 9 de febrero de 2007, instancia en la que le fueron asignando y cancelando varios servicios correspondientes al antiguo sistema a medida que ingresaba más buses nuevos a su flota, compuesta en un 100 % por vehículos con el estándar Transantiago.

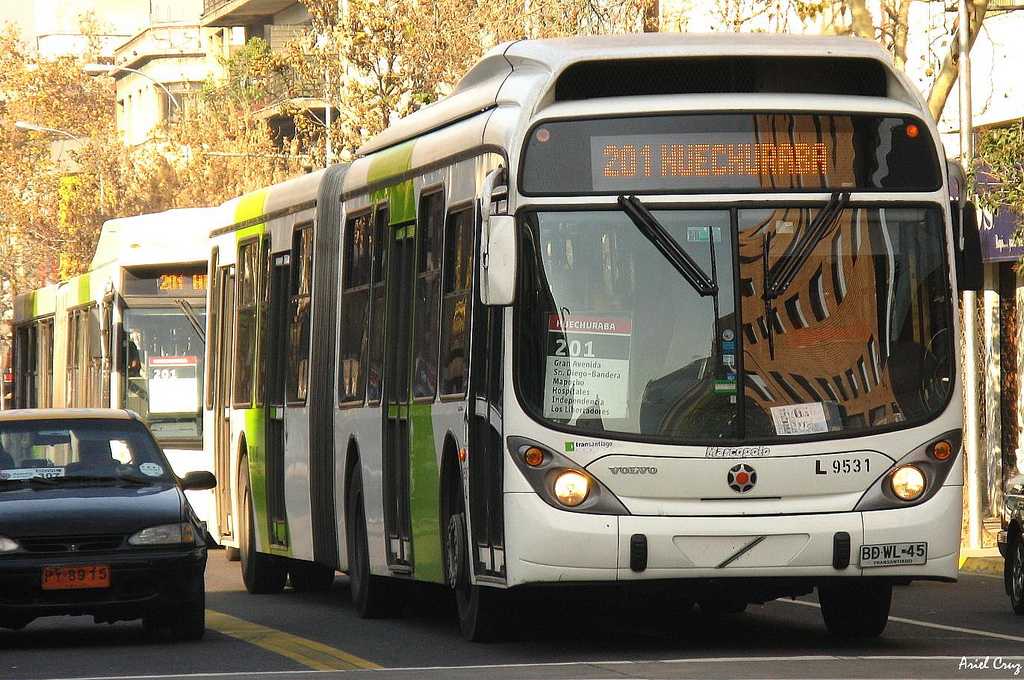
Recorrido 201, Mall Plaza Norte - San Bernardo operado por Subus Chile

Posteriormente, el 10 de febrero de 2007, comenzó con la operación del Troncal 2, que le fue adjudicado en la licitación del 2004, en donde se ve obligada a utilizar buses reacondicionados provenientes del antiguo sistema debido a la falta de flota para operar los servicios asignados, los que iban desde el 201 al 212, incluyendo variantes en algunos recorridos. En este período su operación estaba basada principalmente en recorridos de buses de norte a sur - eje vial Norte-Sur - pasando por grandes arterias urbanas de Santiago, entre ellas las avenidas Santa Rosa, Vicuña Mackenna, Gran Avenida, Recoleta, Independencia y Américo Vespucio sur.
Sin embargo, en marzo de 2007 comienza con la operación de dos servicios clon metro, 213 y 214, los que fueron implementados por la autoridad con el fin de descongestionar el ferrocarril metropolitano. Sus buses se diferenciaban, al igual que el resto de los troncales, por ser de color blanco con franja verde.
No obstante, a contar del 2 de enero de 2008 los servicios Super Expresos 215e, 217e, 218e, 219e, 220e, 221e y 222e, que eran prestados por empresas de transporte interurbano como Pullman Bus y Tur Bus, comenzaron a ser operados por esta empresa. Junto con esto comienza con la adquisición de nueva flota para poder operar los nuevos servicios que fue adquiriendo.
A partir del 1 de enero de 2009 esta empresa deja de depender de su flota de buses reacondicionados, debido principalmente al ingreso de nuevo material rodante adquirido por esta, teniendo desde esa fecha una flota nuevamente 100 % estándar convirtiéndose en la primera operadora en renovar completamente sus buses.
De acuerdo a los contratos de concesión del año 2004, Subus Chile posee un plazo de operación de 13 años desde el inicio de la etapa de régimen del sistema, esto es desde 2007 a 2020. Contando la operación de la etapa de transición (operación de recorridos de las Micros amarillas), el total de su concesión llega a los 15 años, siendo la empresa con la mayor extensión en operaciones. A esto se suma que por varios años tenía la mayor cantidad de recorridos adjudicados, ascendiendo a 43 desde el 201 al 229 incluyendo las variantes de algunos de ellos.

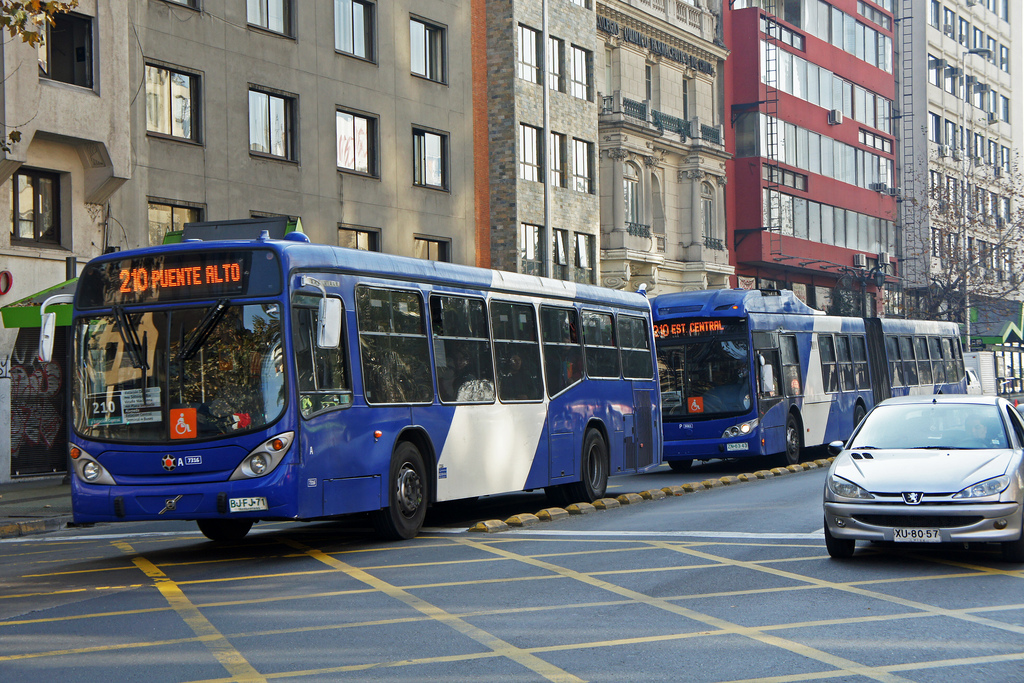
Recorrido 210, Puente Alto - Estación Central operado por Subus Chile, con su nuevo color.

Hacia 2011, el Ministerio de Transportes y Telecomunicaciones encabezado por Pedro Pablo Errázuriz decidió realizar una reestructuración del sistema, que consistía en la desaparición del concepto de zonas alimentadoras y los servicios troncales para crear la llamadas Unidades de Negocio. Este proceso de cambio se concreta el 1 de junio de 2012, en donde Subus Chile se adjudica los servicios correspondientes a la Zona G, administrada en ese entonces por la empresa Las Araucarias, conformando de esta manera la Unidad de negocio 2, cuyo color característico es el azul con una franja blanca en medio de los buses.
El 1 de diciembre de 2015, pierde la operación del servicio 213e por los malos índices de cumplimiento del mismo. Este recorrido es transferido hacia la empresa STP Santiago.
El 22 de octubre de 2022 se comenzó con un proceso de traspaso paulatino de 12 de sus servicios hacia la empresa Voy Santiago. Esto incluyó la totalidad de los servicios G que operan en la Intermodal Lo Ovalle y algunos de la Intermodal La Cisterna. En efecto, en la fecha mencionada, fueron traspasados a Voy Santiago los recorridos 223, G01c y G09. En la misma línea el 5 de noviembre de 2022 fue el turno de los servicios G11, G12 y G18. Asimismo, el 19 del mismo mes son reasignados a la misma empresa mencionada los recorridos G01, G04 y G05. Finalmente, el 3 de diciembre de 2022, son transferidos los recorridos G13, G15 y G16. Con lo anterior culminó el proceso de traspaso iniciado en octubre.
El 1 de junio de 2023 se extendió por tercera vez su contrato de operación hasta el 30 de noviembre de 2024. Esta renovación trajo el traspaso de servicios hacia la empresa Voy Santiago y servicios nuevos. Es así como el 5 de agosto de 2023 pierde los servicios 228 y G07, asumiendo el G43. El 19 del mismo mes hace lo propio con el 211c y G08. Para el 2 de septiembre de 2023 perdió los servicios 262n y G22. El 7 de octubre asumió la operación del G24.
El 15 de diciembre de 2023 se anunció un proceso de licitación que incluiría a parte de los servicios de esta empresa. Lo anterior tras la aprobación de las bases de licitación por parte de la Contraloría General de la República. El proceso culminaría el segundo semestre de 2024. El 20 del mismo mes se publicó en el Diario Oficial el llamado a licitación.
El 1 de diciembre de 2024 se extendió nuevamente su contrato de operación hasta el 31 de mayo de 2026.
El 5 de julio de 2025 se comenzó a operar el servicio G46 que cubre la Estancilla de Nos con la estación de Tren Nos. El 26 de julio de 2025 los servicios 201/e, 214, 230, 264n y 272 fueron traspasados a la empresa Conecta 17. El 16 de agosto de 2025 ocurrió lo mismo con los servicios 204/n, 205/c, 210/e/v, 224, 226 y 227. Dicho proceso fue producto de la licitación del año 2023.

### Huelga en octubre de 2014
El día lunes 6 de octubre de 2014 trabajadores de Subus Chile, asociados a varios sindicatos, iniciaron una huelga que afectó los servicios que entrega el operador del Transantiago en algunas zonas de la capital. La movilización comenzó a las 00:00 h de ese día afectando a varios de los recorridos prestados por esta empresa, viendo perjudicado su normal funcionamiento los servicios 200 del Transantiago, así como también algunos de los recorridos G.
Fueron cerca de 1700 los trabajadores que se sumaron a esta movilización con alrededor de 1200 buses que no realizaron sus respectivos recorridos por las calles de Santiago afectando el normal tránsito de más de 1 millón de pasajeros. De esta manera las zonas de la capital más afectadas, entre otras, fueron las ubicadas al sur de la ciudad de Santiago en las que destacaban las comunas de La Pintana, San Bernardo y Puente Alto. En función de esto, la autoridad puso a disposición cerca de 350 buses de apoyo pertenecientes a los demás operadores del Transantiago para así amortiguar los estragos provocados por esta movilización.

### Problemas financieros
Hacia 2016 Subus Chile, mediante información entregada a la Superintendencia de Valores y Seguros (SVS), hizo saber su deterioro financiero que la aquejaba. Esto se traducía en pérdidas de alrededor de CLP 26 000 millones (USD 40 millones). En esta instancia, decide recurrir a la Ley 20720, conocida en Chile como la ley de quiebra, para reorganizar sus pasivos financieros compuestos principalmente por acreedores internacionales.
No obstante, al iniciarse el proceso de reorganización se logró acreditar que el déficit financiero de Subus Chile llegaba a los USD 180 millones en deudas impagas a sus respectivos acreedores. El 17.o Juzgado Civil de Santiago fue quién tomó el proceso de quiebra que enfrentaba la empresa, designando a un interventor y veedor en las operaciones financieras de la misma para buscar un acuerdo con los principales acreedores de la firma. Con el transcurso de los meses, Subus Chile logra llegar a acuerdos para saldar sus deudas y reorganizarse financieramente.
Sin embargo, a pesar de los problemas financieros, esta empresa continuó con la operación de sus servicios debido principalmente a los acuerdos que obtuvo con sus principales acreedores, entre los que se cuenta el fabricante de buses Volvo, y el gobierno chileno para lograr restablecer el equilibrio en las operaciones de esta empresa. Lo anterior, conllevó al pago de CLP 38 000 millones y el arriendo de algunos de los terminales que posee esta empresa.
En junio de 2022 finalizó la reorganización financiera de esta empresa. Esto al saldar por completo con sus acreedores sus deudas. Lo anterior tras la acreditación ante el 17.º Juzgado Civil de Santiago.

## Terminales
Subus actualmente cuenta con 3 terminales para su flota, ubicados en lugares estratégicos para la operación de sus servicios. Los actuales depósitos tienen la siguiente denominación y ubicación:
- Recoleta: Av. Recoleta 5203, Huechuraba.
- Santa Rosa: Av. Santa Rosa 15 545, La Pintana.
- Catemito: General Urrutia 876, San Bernardo.

## Material rodante
Subus Chile comenzó la adquisición de su flota de buses para la operación del troncal 2 entre 2005 y 2006 cuando estaba en rigor la primera fase de Transantiago, correspondientes a la malla de recorridos de las antiguas Micros amarillas. En este período adquiere 530 buses articulados modelo Mondego LA en chasis Volvo B9SALF y 109 buses rígidos modelo Mondego L con chasis Volvo B7RLE, ambos carrozados por la brasilera Caio, totalizando 639 buses.
Una vez implementado el sistema Transantiago en febrero de 2007, la empresa adquiriere 22 buses rígidos modelo Marcopolo Gran Viale en chasis Volvo B7RLE como aumento de flota para algunos de sus recorridos. Estos buses debutaron en el servicio 210 y luego fueron trasladados al depósito ubicado en San Bernardo. A estos se suman 34 buses articulados adquiridos entre noviembre y diciembre del 2007, carrozados por Marcopolo, modelo Gran Viale de similares características a los adquiridos entre 2005 y 2006. Estos buses quedaron en los terminales de Huechuraba y San Bernardo originalmente. Con esto su flota sube hasta 695 buses.
Sin embargo, en este período y ante la falta de flota, Subus Chile comienza a operar con buses reacondicionados del antiguo sistema hasta completar las 981 unidades con las que debía operar sus respectivos servicios. Entre estos buses destacaban los modelos Marcopolo Torino G6 en chasis Mercedes-Benz OH-1420, así como variados modelos de otras empresas carroceras con el mismo chasis.
Entre el mes de abril y septiembre del año 2008, ingresan a la flota 286 nuevos buses rígidos carrozados por Marcopolo en modelo Gran Viale que venían a reemplazar a las máquinas reacondicionas que entraron en 2007 debido a la falta de material rodante. De esta manera, esta empresa fue la primera en poseer todo su material rodante con las características propias del estándar Transantiago. Estos buses quedaron en los depósitos ubicados en Huechuraba, La Pintana, Estación Central, San Bernardo y Puente Alto.
En diciembre de 2010 fue incorporado un bus modelo Marcopolo Gran Viale chasis Volvo B7RLE, con el fin de sustituir un bus destruido que quedó atascado en Gran Avenida producto de una inundación. 
En el año 2012, se adjudica la Zona G luego de la reestructuración del sistema, en donde desapareció el concepto de troncal y alimentador, conformando la unidad 2. Entre mayo y septiembre del mismo año se incorporaron 79 nuevos buses rígidos y 186 minibuses carrozados por Marcopolo, modelos Gran Viale y Senior, en chasis Volvo B7RLE y Mercedes-Benz LO-915 respectivamente, para la operación de los servicios de la Zona G que le fueron asignados.
No obstante, en enero de 2013, se incorporan a la flota 44 nuevos buses rígidos carrozados por Marcopolo, modelo Gran Viale con chasis Volvo B290RLE Euro 5. Estas unidades fueron para aumentar su flota a raíz de la mayor cantidad de recorridos a operar, así como para reemplazar varias unidades que se vieron siniestradas por vandalismo e incendios.
Hacia mayo de 2014, esta empresa adquiere 37 nuevos buses carrozados por Marcopolo, modelo Gran Viale en chasis Volvo B290RLE, los cuales a diferencia de los buses ingresados anteriormente, poseen puertas en ambos costados del bus y cámaras de video para protección del conductor y pasajeros. Estos buses están asignados a los terminales de Huechuraba y San Bernardo. A estas unidades se suma un Caio Millenium III de similares características a los anteriores.
Durante 2019, la empresa adquiere 20 minibuses Marcopolo Senior montados en chasis Mercedes-Benz LO-916 BlueTec 5, 25 buses Marcopolo Torino Low Entry en chasis Volvo B250RLE Euro 5, 1 Caio Mondego II chasis Mercedes-Benz OC-500LE BlueTec 6, 1 King Long XMQ 6127G eTech, eléctrico, y 120 Marcopolo Torino Low Entry chasis Volvo B8RLE Euro 6. Estos últimos, incluyendo el eléctrico, portan el estándar Red. Todos estos vehículos fueron adquiridos para reemplazar buses siniestrados durante los últimos años y renovación de flota.
En junio de 2020 adquiere 200 Marcopolo Gran Viale BRT en chasis Volvo B8RLEA, fabricados en Colombia por la filial Marcopolo en dicho país. Con esto se comenzó un proceso de renovación de la flota más antigua. No obstante, durante el segundo semestre de 2022 hace lo mismo adquieriendo 80 nuevos vehículos idénticos. Asimismo adquiere 107 buses eléctricos Foton para la operación de sus servicios en la zona sur de la capital.
La flota de buses que posee actualmente está compuesta de la siguiente manera: 
- 63 minibuses
  - 43 Marcopolo Senior G7, chasis Mercedes-Benz LO-915, año 2012, transmisión automática Allison.
  - 20 Marcopolo Senior G7 (patente FLXV13 a FLXV32), chasis Mercedes-Benz LO-916 BlueTec 5, año 2019, transmisión automática Allison.

- 287 buses rígidos
  - 141 Marcopolo Gran Viale, chasis Volvo B7RLE, adquiridos entre 2008 y 2012 transmisión automática ZF Ecomat y Voith.
  - 41 Marcopolo Gran Viale, chasis Volvo B290RLE Euro 5, adquiridos entre 2013 y 2014 transmisión automática Voith.
  - 32 Marcopolo Gran Viale, chasis Volvo B290RLE Euro 5, año 2014, transmisión automática Voith. Puertas a ambos costados.
  - 1 Caio Millenium III (patente FLXP45), chasis Volvo B290RLE Euro 5, año 2015 transmisión automática Voith.
  - 25 Marcopolo Torino Low Entry (patentes FLXX10 a FLXX34), chasis Volvo B250RLE Euro 5, año 2019, transmisión automática ZF Ecolife.
  - 1 Caio Mondego II (patente FLXY55), chasis Mercedes-Benz OC-500LE BlueTec 6, año 2019, transmisión automática ZF Ecolife.
  - 11 Marcopolo Torino Low Entry, chasis Volvo B8RLE Euro 6, año 2019, transmisión automática Voith. Buses estándar Red.[37]
  - 35 Marcopolo Gran Viale BRT, chasis Volvo B8RLE Euro 6, año 2023, transmisión automática Voith. Buses estándar Red.

- 108 buses eléctricos
  - 1 King Long XMQ 6127G eTech (patente FLXZ95), año 2019. Estándar Red.[38]
  - 107 Foton eBus U12 SC, año 2022.[39]

- 270 buses articulados
  - 270 Marcopolo Gran Viale BRT, chasis Volvo B8RLEA Euro 6, adquiridos entre 2020 y 2023, transmisión automática Voith. Buses estándar Red.[33][40]

## Recorridos
Subus Chile durante su existencia ha operado diferentes recorridos, los cuales pertenecieron a las Micros amarillas y actualmente al Transantiago. En las Micros amarillas operó una malla de servicios que le fueron asignados de acuerdo a su contrato de concesión, los que operó desde el 22 de octubre de 2005 hasta el 9 de febrero de 2007 en las distintas fases de esta primera etapa. Dentro del sistema Transantiago tuvo a su cargo todos los servicios de buses correspondientes al Troncal 2, desde el 10 de febrero de 2007 al 31 de mayo de 2012, cuando este se fusionó con la Zona G en la nueva UN 2. A partir de esa fecha, adquiere los servicios G operados por Las Araucarias conservando sus servicios anteriores.

### Transantiago

#### Primera etapa

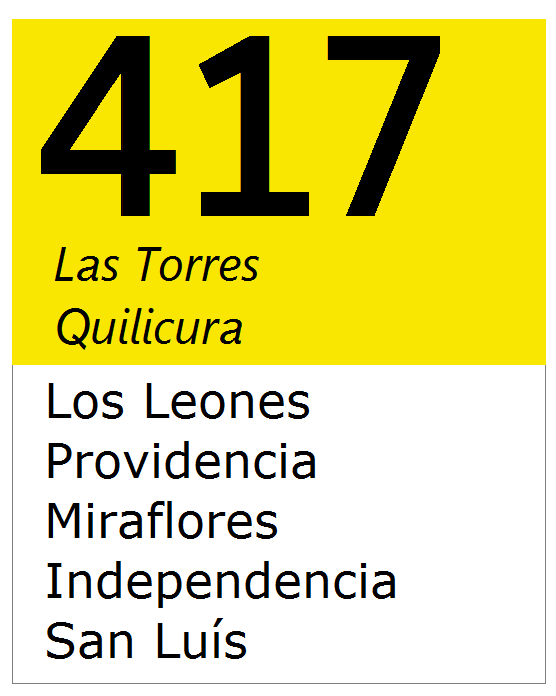
Letrero del recorrido 417 Independencia - Los Domínicos, correspondiente a las Micros Amarillas operado por Subus Chile

El sábado 22 de octubre de 2005 comenzó sus operaciones Subus Chile al hacerse cargo de varios recorridos de las micros amarillas, los cuales operó completamente con buses estándar en chasis Volvo B7R LE y B9 SALF. Durante esta etapa del sistema Transantiago, específicamente en las fases 1A, 1B y 1C, la empresa adquirió de forma paulatina los recorridos que le fueron asignados.
A continuación, se detalla la malla de recorridos que tuvo Subus Chile durante la primera etapa de implementación del Transantiago. Estos servicios funcionaron de manera exclusiva con buses estándar:
| Recorrido | Inicio        | Fin                  |
| --------- | ------------- | -------------------- |
| 102       | Huechuraba    | San Ricardo          |
| 106       | Quilicura     | Quillayes            |
| 113       | Gabriela      | Palmilla Oriente     |
| 115       | Quilicura     | El Castillo          |
| 117       | Libertadores  | El Bosque            |
| 118       | Independencia | San Bernardo         |
| 119       | Independencia | San Bernardo - Nos   |
| 120       | Independencia | Lo Espejo            |
| 123       | Huamachuco    | Santo Tomás          |
| 124       | Quilicura     | Magdalena            |
| 127       | Renca         | Carolinos            |
| 138       | Renca         | Angelmó              |
| 139       | Quilicura     | El Bosque            |
| 140       | Renca         | Los Morros           |
| 143       | Quilicura     | Lo Sierra            |
| 152       | La Florida    | El Barrero           |
| 154       | Recoleta      | Mall Plaza Tobalaba  |
| 165       | Huechuraba    | Puente Alto          |
| 168       | Huechuraba    | San Bernardo         |
| 178       | Lo Sierra     | Quilicura            |
| 180       | Libertadores  | Parque San Francisco |
| 186       | Quilicura     | El Sauce             |
| 301       | Maipú         | Conchalí             |
| 327       | Independencia | Los Dominicos        |
| 417       | Quilicura     | Las Torres           |
| 612       | Pudahuel      | Andes del Sur        |
| 612B      | Andes del Sur | La Cisterna          |
| 655       | Puente Alto   | Pudahuel Sur         |
| 675       | San Bernardo  | Pudahuel Sur         |

Otro punto a considerar corresponde al servicio de cercanía que prestó Subus Chile junto con Metro de Santiago para cubrir el tramo aún en construcción, en ese tiempo, de la Línea 4 el cual comprendía al trayecto desde las estaciones Vicente Valdés y Grecia. Este recorrido, denominado Operación Metro, fue realizado exclusivamente con buses articulados de esta empresa de locomoción colectiva, los cuales transitaban por los ejes Avenida Vicuña Mackenna, Autopista Vespucio Sur y Avenida Ossa. Duró hasta la inauguración de dicho tramo el 2 de marzo de 2006 .
| Recorrido       | Inicio         | Fin            |
| --------------- | -------------- | -------------- |
| Operación Metro | Vicente Valdés | Los Orientales |

#### Troncal 2
Subus Chile operaba los servicios correspondientes al Troncal 2, a partir del 10 de febrero de 2007 y hasta el 31 de mayo de 2012. Con el paso de los años varios de ellos se han incorporado y eliminado desde entonces. A continuación una lista de los servicios que operaba en este período:
| Recorrido | Inicio             | Término                 |
| --------- | ------------------ | ----------------------- |
| 201       | Mall Plaza Norte   | San Bernardo            |
| 201c      | La Cisterna        | San Bernardo            |
| 201e      | Mall Plaza Norte   | San Bernardo            |
| 201ec     | Los Héroes         | San Bernardo            |
| 202       | Conchalí           | Centro                  |
| 202c      | El Cortijo         | Mapocho                 |
| 203       | Huechuraba         | La Pintana              |
| 203e      | Huechuraba         | La Pintana              |
| 204       | Alameda            | Gabriela                |
| 204e      | Alameda            | Gabriela                |
| 205       | Santiago           | Puente Alto             |
| 205c      | La Granja          | Puente Alto             |
| 205e      | Santiago           | Puente Alto             |
| 206       | Centro             | La Pintana              |
| 206e      | Centro             | La Pintana              |
| 207       | Mapocho            | La Pintana              |
| 207c      | La Granja          | La Pintana              |
| 207e      | Mapocho            | La Pintana              |
| 208       | Huechuraba         | Centro                  |
| 208c      | Huechuraba         | Zapadores               |
| 209       | Alameda            | El Volcán               |
| 209e      | Alameda            | El Volcán               |
| 210       | Estación Central   | Puente Alto             |
| 211       | La Florida         | Nos                     |
| 211c      | La Cisterna        | San Bernardo            |
| 211e      | La Florida         | San Bernardo            |
| 212       | Providencia        | La Pintana              |
| 213       | Plaza Italia       | Hospital Sotero del Río |
| 214e      | Santa Olga         | Mapocho                 |
| 216       | Pablo de Rockha    | Pirámide                |
| 217e      | Santa Ana          | Maestranza              |
| 218e      | Matucana           | San Bernardo            |
| 219e      | La Cisterna        | Vitacura                |
| 221e      | Matucana           | Puente Alto             |
| 222e      | Puente Alto        | Santa Ana               |
| 223       | Ciudad Empresarial | Lo Espejo               |
| 224       | Gabriela           | Ñuñoa                   |
| 224c      | Gabriela           | Vicente Valdes          |
| 224n      | Gabriela           | Pedrero                 |
| 225       | Bahia Catalina     | Las Condes              |
| 226       | Mapocho            | Nonato Coo              |
| 227       | Villa Frei         | Pedro Aguirre Cerda     |
| 228       | La Cisterna        | San Francisco           |
| 229       | La Moneda          | La Pintana              |

### Red Metropolitana de Movilidad
En junio del 2012, se renovó su contrato, donde mantiene sus recorridos 200 y se adjudica los servicios G. De esta manera, todos sus buses que tenían el corte de color blanco con franja verde, tuvieron que ser pintados a azules con franja blanca. Esta medida se realizó para identificar por colores a cada empresa. Sin embargo, producto de reasignaciones de recorridos se ha perdido la operación del servicio 213e desde diciembre de 2015.

#### Unidad de negocio 2
Los servicios actuales, ordenados según codificación para el usuario, son:
Servicios 200
| Recorrido | Inicio                | Fin                |
| --------- | --------------------- | ------------------ |
| 203       | Av. Recoleta          | La Pintana         |
| 203c      | La Granja             | La Pintana         |
| 203e      | Centro                | La Pintana         |
| 203n      | Huechuraba            | La Pintana         |
| 204e      | Alameda               | Gabriela           |
| 206       | Centro                | La Pintana         |
| 206c      | Bio Bío               | La Pintana         |
| 207       | Mapocho               | Av. Santa Rosa     |
| 207c      | Santa Rosa            | El Retiro          |
| 207e      | Mapocho               | Av. Santa Rosa     |
| 208       | Huechuraba            | Centro             |
| 208c      | Huechuraba            | Zapadores          |
| 209       | Alameda               | El Volcán          |
| 209c      | Santa Rosa            | El Volcán          |
| 211       | La Florida            | Nos                |
| 212       | Mall Costanera Center | La Pintana         |
| 216       | Pablo De Rokha        | Vitacura           |
| 217e      | Maestranza            | Santa Ana          |
| 219e      | La Cisterna           | Ciudad Empresarial |
| 224c      | Vicente Valdés        | Gabriela           |
| 225       | Las Condes            | Bahía Catalina     |
| 229       | La Moneda             | La Pintana         |
| 271       | Santiago              | San Bernardo       |

Servicios G
| Recorrido | Inicio                 | Fin                    |
| --------- | ---------------------- | ---------------------- |
| G02       | Catemito               | Puente Los Morros      |
| G08v      | Nos                    | La Cisterna            |
| G14       | Estación Lo Blanco     | Población Valle Nevado |
| G23       | Estación Lo Blanco     | Santa Rosa P.43        |
| G24       | Población Valle Nevado | San Francisco          |
| G43       | Estación Lo Blanco     | San Alberto de Nos     |
| G46       | General Urrutia        | La Estancilla de Nos   |